# Adrian Bower
Adrian D. Bower (* 20. August 1970 in Chester, Cheshire, England) ist ein britischer Schauspieler und Synchronsprecher. Er wurde durch Mitwirkungen in verschiedenen britischen Fernsehserien einem breiten Publikum bekannt.

## Leben
Bower wurde am 20. August 1970 in Chester als Sohn von Gwyneth Bower (* 1943) geboren. Er machte 1994 seinen Abschluss an der Guildhall School of Music and Drama. Erste Erfahrungen als Fernseh- und Filmschauspieler sammelte er ab 1996 als Nebendarsteller in den Filmen Herzen in Aufruhr und In Your Dreams sowie als Episodendarsteller in The Bill und Casualty. Von 1999 bis 2000 mimte er die Rolle des Det. Const. Jim Cassidy in insgesamt 17 Episoden der Fernsehserie Badger. Zuvor war er als Dr. Ross Freeman in der Serie Polizeiarzt Dangerfield in einer größeren Rolle zu sehen. Von 2001 bis 2003 war er in der Fernsehserie Teachers in 31 Episoden als Brian Steadman zu sehen. Er gewann 2005 die dritte Staffel der Poker-Serie Celebrity Poker Club unter dem Spitznamen „The Tower“ aufgrund seiner Größe von 1,93 m. Weitere Bekanntheit erhielt er ab 2011 durch seine Darstellung des Greg in der Fernsehserie Mount Pleasant. Bis 2017 wirkte er in 46 Episoden mit. Außerdem wirkte er von 2012 bis 2014 in der Fernsehserie A Touch of Cloth mit. 2015 stellte er in sieben Episoden der ersten Staffel des Netflix Originals The Last Kingdom die Rolle des Kriegers aus Wessex, Leofric, dar. Er starb während einer Schlacht im Staffelfinale und erschien Protagonist Uhtred, gespielt von Alexander Dreymon, in drei Episoden der dritten Staffel als Halluzination.
Als Bühnendarsteller übernahm er unter anderem die Hauptrolle des Romeo in Romeo und Julia unter der Regie von Deborah Bruce am Chester Gateway Theatre und die Hauptrolle des Julius Caesar im gleichnamigen Theaterstück unter der Regie von Robert Delamere am Manchester Royal Exchange. Er lieh unter anderem verschiedenen Charakteren in den Computerspielen Killzone 2, Risen oder auch Fable III seine Stimme.

## Filmografie (Auswahl)
- 1996: Herzen in Aufruhr (Jude)
- 1996: In Your Dreams (Fernsehfilm)
- 1996: The Bill (Fernsehserie, Episode 12x112)
- 1996: Casualty (Fernsehserie, Episode 11x12)
- 1997: Supply & Demand (Fernsehfilm)
- 1997: The Heart Surgeon (Fernsehfilm)
- 1997: Polizeiarzt Dangerfield (Dangerfield, Fernsehserie, 3 Episoden)
- 1999: Gimme Gimme Gimme (Fernsehserie, Episode 1x03)
- 1999–2000: Badger (Fernsehserie, 17 Episoden)
- 2001: Last Legs (Kurzfilm)
- 2001–2003: Teachers (Fernsehserie, 31 Episoden)
- 2004: The Hotel in Amsterdam (Fernsehfilm)
- 2004: Dirty Filthy Love (Fernsehfilm)
- 2005: Faith (Fernsehfilm)
- 2005: Inspector Lynley (The Inspector Lynley Mysteries, Fernsehserie, Episode 4x02)
- 2005: The Quatermass Experiment (Fernsehfilm)
- 2007: Talk to Me (Fernsehserie, 4 Episoden)
- 2007: The Waiting Room
- 2008: Apparitions (Mini-Serie, Episode 1x04)
- 2009: Runaway (Mini-Serie, 3 Episoden)
- 2009: Slingers (Kurzfilm)
- 2010: Lennon Naked (Fernsehfilm)
- 2010: Ruddy Hell! It's Harry and Paul (Fernsehserie, Episode 3x06)
- 2011: Outcasts (Fernsehserie, Episode 1x07)
- 2011: Dr. Monroe (Fernsehserie, Episode 1x02)
- 2011: Rev. (Fernsehserie, Episode 2x04)
- 2011–2017: Mount Pleasant (Fernsehserie, 46 Episoden)
- 2012: Hard Boiled Sweets
- 2012–2014: A Touch of Cloth (Fernsehserie, 6 Episoden)
- 2013: A Performance (Kurzfilm)
- 2013: Fink (Kurzfilm)
- 2015: George Gently – Der Unbestechliche (Inspector George Gently, Fernsehserie, Episode 7x03)
- 2015–2018: The Last Kingdom (Fernsehserie, 10 Episoden)
- 2017: Eat Locals
- 2017: Grantchester (Fernsehserie, Episode 3x05)
- 2017: Love, Lies and Recordsh (Fernsehserie, 6 Episoden)
- 2018: Early Days (Kurzfilm)
- 2018: Shakespeare's Globe Theatre: The Winter's Tale
- 2020: Death in Paradise (Fernsehserie, Episode 9x03)
- 2020: Gangs of London (Fernsehserie, 3 Episoden)

## Synchronisationen (Auswahl)
- 2009: Killzone 2 (Computerspiel)
- 2009: Risen (Computerspiel)
- 2010: Fable III (Computerspiel)
- 2017: Secret History (Fernsehdokuserie, Episode 17x04)

## Theater (Auswahl)
- The Herd, Regie: Howard Davies, Bush Theatre
- Ordinary Dream, Regie: Adam Bernard, Trafalgar Studios
- Elling, Regie: Paul Miller, Bush Theatre / Trafalgar Studios
- Brassed Off, Royal National Theatre
- Mr Heracles, Regie: Simon Armitage, Leeds Playhouse
- In Celebration, Regie: Sean Holmes, Chichester
- Hotel in Amsterdam, Donmar Warehouse
- Hedda, Regie: Carie Cracknell, Gate-Theater
- Romeo and Juliet, Regie: Deborah Bruce, Chester Gateway Theatre
- Romeo and Juliet, Regie: Anthony Tuckey, The Wolseley Ipswich
- Ballad of Wolves,	Regie: David Farr, Gate Theatre
- Silverface, Regie: David Farr, Gate Theatre
- The Knocky, Regie: Brian Sterner, Royal Court
- Julius Caesar, Regie: Robert Delamere, Manchester Royal Exchange